# Карл Айбль
Карл Айбль (нім. Karl Eibl; нар. 23 липня 1891, Бад-Гойзерн, Верхня Австрія — пом. 21 січня 1943, хутір Ново-Георгієвський під Сталінградом) — австрійський та німецький воєначальник часів Третього Рейху, генерал від інфантерії (посмертно) (1943) Вермахту. Кавалер Лицарського хреста з Дубовим листям та мечами (1942).

## Біографія
Народився в сім'ї чиновника з будівництва державних доріг. Закінчив Терезіанську академію.
З 1 серпня 1914 року на фронті. Служив у 21-му ландверному полку, коомандував взводом, з 1915 року — командир роти. За бойові заслуги відзначений численними нагородами.
Після війни продовжив службу в армії Австрії. Командував ротою, з 1937 року — командир батальйону. З 15 березня 1938 року, після аншлюсу, на службі в вермахті на тій же посаді.
Як командир батальйону брав участь у Польській кампанії. З січня 1940 року — командир 132-го піхотного полку 44-ї піхотної дивізії. Брав участь у Французькій кампанії.
З 22 червня 1941 року — на Східному фронті (Житомир — Київ — Харків). 
З січня 1942 року — командир 385-ї піхотної дивізії на південній ділянці Східного фронт. З 20 січня 1943 року — командир 24-го танкового корпусу.
21 січня 1943 року штабний автомобіль генерал-лейтенанта Айбля був підірваний ручними гранатами із засідки, влаштованої італійськими солдатами: вони помилково прийняли німецьку машину за радянську.

## Нагороди

### Перша світова війна
- Хрест «За військові заслуги» (Австро-Угорщина) 3-го класу з військовою відзнакою — нагороджений двічі.
- Бронзова і срібна медаль «За військові заслуги» (Австро-Угорщина) з мечами
- Орден Залізної Корони 3-го класу з військовою відзнакою і мечами
- Медаль «За поранення» (Австро-Угорщина) з двома смугами
- Військовий Хрест Карла

### Міжвоєнний період
- Пам'ятна військова медаль (Австрія) з мечами
- Пам'ятна військова медаль (Угорщина) з мечами
- Хрест «За вислугу років» (Австрія) 2-го класу для офіцерів (25 років)
- Почесний хрест ветерана війни з мечами
- Медаль «За вислугу років у Вермахті» 4-го, 3-го, 2-го і 1-го класу (25 років)
- Медаль «У пам'ять 1 жовтня 1938»

### Друга світова війна
- Залізний хрест
  - 2-го класу (23 вересня 1939)
  - 1-го класу (5 листопада 1939)
- Штурмовий піхотний знак в сріблі
- Нагрудний знак «За поранення» в сріблі
- Лицарський хрест Залізного хреста з дубовим листям і мечами
  - Лицарський хрест (15 серпня 1940)
  - Дубове листя (№50; 31 грудня 1941)
  - Мечі (№21; 19 грудня 1942) — другий кавалер серед службовців сухопутних військ.
- Почесна застібка на орденську стрічку для Сухопутних військ (8 серпня 1941)
- Медаль «За зимову кампанію на Сході 1941/42» (15 серпня 1942)

Військова кар'єра
- 1914 — лейтенант
- 1915 — оберлейтенант
- 1924 — гауптман
- 1938 — майор
- 1 січня 1939 — оберстлейтенант
- 1 лютого 1941 — оберст
- 1 лютого 1942 — генерал-майор
- 19 грудня 1942 — генерал-лейтенант
- 1 березня 1943 — генерал від інфантерії (посмертно)